# Olympische Sommerspiele 2020/Teilnehmer (Dominica)
| Gelbes Symbol für Goldmedaillen mit stilisierten Olympischen Ringen | Graues Symbol für Silbermedaillen mit stilisierten Olympischen Ringen | Braundes Symbol für Bronzemedaillen mit stilisierten Olympischen Ringen |
| ------------------------------------------------------------------- | --------------------------------------------------------------------- | ----------------------------------------------------------------------- |
| —                                                                   | —                                                                     | —                                                                       |

Dominica nahm an den Olympischen Spielen 2020 in Tokio mit zwei Sportlern in der Leichtathletik teil. Es war die insgesamt siebte Teilnahme an Olympischen Sommerspielen.

## Teilnehmer nach Sportarten

### Leichtathletik
Laufen und Gehen 
| Athleten     | Wettbewerb | Runde 1     | Runde 1 | Halbfinale    | Halbfinale    | Finale        | Finale        | Rang |
| Athleten     | Wettbewerb | Zeit        | Rang    | Zeit          | Rang          | Zeit          | Rang          | Rang |
| ------------ | ---------- | ----------- | ------- | ------------- | ------------- | ------------- | ------------- | ---- |
| Männer       |            |             |         |               |               |               |               |      |
| Dennick Luke | 800 m      | 1:54,30 min | 46      | ausgeschieden | ausgeschieden | ausgeschieden | ausgeschieden | 46   |

 Springen und Werfen 
| Athleten    | Wettbewerb | Qualifikation | Qualifikation | Finale     | Finale | Rang |
| Athleten    | Wettbewerb | Weite/Höhe    | Rang          | Weite/Höhe | Rang   | Rang |
| ----------- | ---------- | ------------- | ------------- | ---------- | ------ | ---- |
| Frauen      |            |               |               |            |        |      |
| Thea LaFond | Dreisprung | 14,6 m        | 3             | 12,57 m    | 12     | 12   |